# Nelson Chabay
Nelson Pedro Chabay (Montevideo, 29 giugno 1940 – Buenos Aires, 2 novembre 2018) è stato un allenatore di calcio e calciatore uruguaiano, di ruolo difensore.

## Palmarès

### Competizioni nazionali
- Campionato argentino: 2

Racing: 1966
Huracán: Metropolitano 1973

### Competizioni internazionali
- Coppa Libertadores: 1

Racing: 1967
- Coppa Intercontinentale: 1

Racing: 1967